# 晓松奇谈
《晓松奇谈》，是中国大陆音乐人高晓松于2014年6月6日起开播的一款互联网文化类脱口秀节目，高晓松在节目中担任主持人。节目每周星期五早上8点于爱奇艺网站更新播出。由主讲人高晓松开谈天文地理、海外见闻、中西野史，并在节目中设置幽默动画版块以及网友互动环节，高晓松在每期节目的末尾，回答网友的犀利提问。每集节目时间长度约30分钟。
《晓松奇谈》由2014年6月6日开始播出第一期，最后一期于2016年12月17日录制，该期节目于2016年12月30日播出。至此，《晓松奇谈》正式停播。
2021年8月26日，在爱奇艺搜索《晓松奇谈》显示“由于相关法律法规和政策，部分结果未予显示”，具体原因不明 。

## 播出时间
2014年6月6日起，每周星期五

## 主创团队
- 主持人：高晓松
- 出品方：爱奇艺、松之乐影
- 制片人；齐浩凯、闫虹
- 出品公司：爱奇艺[5]

## 节目单
2014年

| - 01期 2014-06-06 “旗”妙物语世界杯一 欧罗巴余晖 - 02期 2014-06-13 “旗”妙物语世界杯二 黑非洲殖民泪 - 03期 2014-06-20 世界杯之西班牙折戟拉美 - 04期 2014-06-27 世界杯之拉美自相残杀 - 05期 2014-07-04 世界杯之夜闯巴西贫民窟 - 06期 2014-07-11 世界杯之挥霍天赋的巴西人 - 07期 2014-07-18 金砖老二 巴西 - 08期 2014-07-25 南明悲歌（一）臭知识分子亡国 - 09期 2014-08-01 南明悲歌（二）爱国与卖国 - 10期 2014-08-08 南明悲歌（三）江南大屠杀 - 11期 2014-08-15 南明悲歌（四）名妓与名士 - 12期 2014-08-22 南明悲歌（五）真假太子案（官方已下架） - 13期 2014-08-29 南明悲歌（六）南明大结局（官方已下架） - 14期 2014-09-05 澳大利亚（上） - 15期 2014-09-12 澳大利亚（下） | - 16期 2014-09-19 一战1913 敢爱故事之伟大时代 - 17期 2014-09-26 一战1913 敢爱故事之文艺时代 - 18期 2014-10-03 梦露之死与共济会（上） - 19期 2014-10-10 梦露之死与共济会（中） - 20期 2014-10-17 梦露之死与共济会（下） - 21期 2014-10-24 致白衣飘飘的年代 - 22期 2014-10-31 台湾观感（上）（官方已下架） - 23期 2014-11-07 台湾观感（下）（官方已下架） - 24期 2014-11-14 台湾历史真相一 台湾民主国（官方已下架） - 25期 2014-11-21 台湾历史真相二 日据时代（官方已下架） - 26期 2014-11-28 台湾历史真相三 二二八惨案（官方已下架） - 27期 2014-12-05 台湾历史真相四 蒋介石日记大揭秘（官方已下架） - 28期 2014-12-12 两岸秘史一 北平无战事（官方已下架） - 29期 2014-12-19 两岸秘史二 土鳖恨海龟（官方已下架） - 30期 2014-12-26 两岸秘史三 蒋介石上位记（官方已下架） |

2015年

| - 31期 2015-01-02 两岸秘史四 蒋介石权术秘籍（官方已下架） - 32期 2015-01-09 离骚1949（上）（官方已下架） - 33期 2015-01-16 离骚1949（下）（官方已下架） - 34期 2015-01-23 台湾启示录（上）（官方已下架） - 35期 2015-01-30 台湾启示录（下）（官方已下架） - 36期 2015-02-06 朝花夕拾上 十年浩劫中的高晓松全家 - 37期 2015-02-13 朝花夕拾中 文革时期的何以笙箫默 - 38期 2015-02-20 奇谈奇葩大拜年 贺岁集锦 - 39期 2015-02-27 朝花夕拾下 穷苦年代心酸的公园“野合” - 40期 2015-03-06 妄人列传之马可波罗（上） - 41期 2015-03-13 妄人列传之马可波罗（下） - 42期 2015-03-20 乱世佳人上 国民女神们终嫁何人 - 43期 2015-04-03 乱世佳人下 国民女神们终嫁何人 - 44期 2015-04-10 扒一扒美利坚（一）假乳房与橘子（上） - 45期 2015-04-17 扒一扒美利坚（二）假乳房与橘子（下） - 46期 2015-04-24 胜利阴影下（一）揭秘七百里战俘营 - 47期 2015-05-01 胜利阴影下（二）征服德意日女性 - 48期 2015-05-08 胜利阴影下（三）失贞与叛国 - 49期 2015-05-15 胜利阴影下（四）中国没有大和族（官方已下架） - 50期 2015-05-22 扒一扒美利坚（三）赌城风云 - 51期 2015-05-29 胜利阴影下（五）无辜与灭族（官方已下架） - 52期 2015-06-05 胜利阴影下（六）犹太复国血泪史（官方已下架） - 53期 2015-06-12 扒一扒美利坚（四）枪与堕胎药 - 54期 2015-06-19 扒一扒美利坚（五）民意绑架死刑 - 55期 2015-06-26 扒一扒美利坚（六）拿破仑与小龙虾 - 56期 2015-07-03 扒一扒美利坚（七）南部顽固对抗同性恋 | - 57期 2015-07-10 禅让与革命（一）华夏第一帝国 - 58期 2015-07-17 禅让与革命（二）罗马皇帝传位同性恋人 - 59期 2015-07-24 禅让与革命（三）纯种汉人去哪儿了 - 60期 2015-07-31 扒一扒美利坚（八）成人的童话乐园 - 61期 2015-08-07 扒一扒美利坚（九）种族歧视蝴蝶效应 - 62期 2015-08-14 三个令人发指的问题 - 63期 2015-08-21 黄金大劫案 - 64期 2015-08-28 扒一扒美利坚（十）西雅图特产垄断寡头 - 65期 2015-09-04 两个抓紧时间看的问题 - 66期 2015-09-11 大电影看历史1 阿甘正传（上） - 67期 2015-09-18 大电影看历史2 阿甘正传（下） - 68期 2015-09-25 张勋和他的北洋（一）：草莽时代的小咖秀 - 69期 2015-10-02 张勋和他的北洋（二）：权力的游戏 - 70期 2015-10-09 TPP和欧洲难民危机 - 71期 2015-10-16 马与美国大选 - 72期 2015-10-23 女王的骑士团 - 73期 2015-10-30 张勋和他的北洋（三）被忽悠的冤大头 - 74期 2015-11-06 张勋和他的北洋（四）复辟的正确打开方式 - 75期 2015-11-13 北洋拾遗（上）：天价赔款收回之迷 - 76期 2015-11-20 ISIS肆虐与中国出兵护侨 - 77期 2015-11-27 美国生活成本报告 - 78期 2015-12-04 代号大富翁 - 79期 2015-12-11 1860年代：高潮来临 - 80期 2015-12-18 1860年代：欧洲残酷扩张 - 81期 2015-12-25 1860年代：维多利亚的秘密 |

2016年

| - 82期 2016-01-01 扒一扒以色列（上）：盗墓笔记 - 83期 2016-01-08 扒一扒以色列（下）：共产主义实现之后 - 84期 2016-01-15 大众记忆（上）：北京老炮儿 - 85期 2016-01-22 大众记忆（下）：摇滚老炮儿 - 86期 2016-01-29 清明上河图（上） - 87期 2016-02-05 清明上河图（下） - 88期 2016-02-12 2016说说心里话 - 89期 2016-02-19 张学良（一） - 90期 2016-02-26 2016颁奖季：格莱美与奥斯卡 - 91期 2016-03-04 张学良（二） - 92期 2016-03-11 张学良 西安事变（上） - 93期 2016-03-18 张学良 西安事变（下） - 94期 2016-03-25 1860年代：太平天国与南北战争（上） - 95期 2016-04-01 1860年代：太平天国与南北战争（下） - 96期 2016-04-08 扒一扒韩国：太阳的后裔 - 97期 2016-04-15 扒一扒韩国：继承者们 - 98期 2016-04-22 扒一扒韩国：来自星星的你（官方已下架） - 99期 2016-04-29 扒一扒韩国：请问答2016 - 100期 2016-05-06 扒一扒韩国：大长今 - 101期 2016-05-13 谁是白眼狼 - 102期 2016-05-20 不成熟小建议之三个首次回应的问答 - 103期 2016-05-27 谁越过了三八线 - 104期 2016-06-03 不成熟小建议之唱片时代与美国大选 - 105期 2016-06-10 好莱坞精英：恶棍天使 - 106期 2016-06-17 好莱坞精英：犹太大亨 - 107期 2016-06-24 口述历史之对谈张治中女儿 | - 108期 2016-07-01 口述历史之周恩来解放后密会蒋经国 - 109期 2016-07-08 口述历史之北戴河秘闻 - 110期 2016-07-15 一个国家的诞生：伪装者 - 111期 2016-07-22 睡在上铺的兄弟：海子 - 112期 2016-07-29 扒一扒北欧：安徒生与维京海盗 - 113期 2016-08-05 扒一扒北欧：瑞典女王 - 114期 2016-08-12 扒一扒北欧：当童话照进现实 - 115期 2016-08-19 扒一扒加拿大1：来了，温哥华 - 116期 2016-09-02 扒一扒加拿大2：原住民酋长 - 117期 2016-09-09 扒一扒加拿大3：文艺之都蒙特利尔 - 118期 2016-09-16 扒一扒加拿大4：白宫陷落 - 119期 2016-09-23 校园民谣 熟悉的恋恋风尘 - 120期 2016-09-30 揭秘国际纵队 海明威竟陷身性绯闻 - 121期 2016-10-07 国际纵队 永别了，武器 - 122期 2016-10-14 波罗的海的奋斗 - 123期 2016-10-21 高晓松谈文青的一周 同台飚戏金城武 - 124期 2016-10-28 高晓松探访星战圣地 天行者庄园(上) - 125期 2016-11-04 高晓松探访星战圣地 天行者庄园(下) - 126期 2016-11-11 反思美国大选 美国总统大选上演惊天逆转 - 127期 2016-11-18 匠心之旅：日本料理PK中华美食 - 128期 2016-11-25 匠心之旅：迷失京都 - 129期 2016-12-02 揭秘日本的“道”文化 看摇滚巨匠赴沙漠之旅 - 130期 2016-12-09 卡斯特罗正传 传奇的革命领袖 - 131期 2016-12-16 卡斯特罗与切·格瓦拉怎样成为亲密战友 - 132期 2016-12-23 CIA解密文件大白天下 暗杀卡斯特罗638次 - 133期 2016-12-30 不说再见（最后一期） |

官方下架共18期。

## 收视率
节目获得观众的喜爱，自播出以来至2016年年底节目停播，近三年《晓松奇谈》在线播放量达9.1亿。